# بايرام كندي (شوط)
بايرام‌ كندي هي قرية في مقاطعة شوط‌، إيران. عدد سكان هذه القرية هو 51 في سنة 2006.